# Kent (gra)
Kent – towarzyska gra karciana dla 4 osób (dopuszczalna jest większa, parzysta liczba graczy).

## Zasady

### Przebieg gry
W grze biorą udział dwie, trzy lub cztery dwuosobowe drużyny, których gracze mają za zadanie przy pomocy umówionych tajnych znaków przekazywać sobie informacje na temat kart jakie aktualnie posiadają. Znaków tych nie może rozszyfrować drużyna przeciwna. Wielu graczy umawia się na prostszą strategię, jednego znaku informującą drugiego gracza jedynie o tym że ma się tak zwanego „Kenta”. Może to być np. mrugnięcie okiem, jakiś gest itd. Znaki mogą być ustalone przed rozgrywką lub, dla utrudnienia, partnerzy muszą sami je odgadnąć. Osoby siadają na krzyż – tak żeby każda para była naprzeciwko, a nie obok siebie. Rozdaje się karty po 3, a ten, który je tasował, bierze 4. Jeśli któryś z graczy ma jokera (w uniwersalnej talii jest czarny czerwony i niebieski), to:
- czerwony może zastąpić dowolną kartę z kolorów karo i kier
- czarny może zastąpić dowolną kartę z kolorów trefl i pik
- niebieski może zastąpić dowolną kartę ze wszystkich kolorów.

Zasady Jokera nie obowiązują jeśli gracz posiada kenta złożoną z tych samych liczb oraz sekwensu.
Osoba, która ma 4 karty, podaje jedną kartę osobie obok siebie (gracz przeciwnej drużyny) – zgodnie ze wskazówkami zegara. Następnie ta osoba oddaje jedną ze zgromadzonych 4 kart kolejnej osobie – i tak w koło. Celem gry jest zdobycie „kenta” – trzech kart tego samego koloru (pik, karo, kier, trefl) lub trzech tych samych figur (dama, walet, król itp.), np. trzy walety albo trzy karty kier lub też sekwensu, czyli trzech rosnących kart niekoniecznie w tym samym kolorze – oraz powiadomienie o tym fakcie drugiej osoby w drużynie. Zadaniem drugiego gracza w drużynie, który nie zdążył skolekcjonować „kenta”, jest odpowiednie odczytanie znaku (np. mrugnięcia oczami) swojego partnera siedzącego naprzeciwko i głośne wypowiedzenie słowa „kent!”. Po takiej informacji gra zostaje przerwana, a druga osoba, która ma posiadać „kenta” pokazuje karty. W przypadku faktycznego zbioru drużyna otrzymuje punkt, w przypadku niezgromadzenia otrzymuje punkt ujemny. Karty są tasowane i rozdawane od nowa. Gra się do określonej liczby punktów, najczęściej do 10, 15, 20 lub 25.
Jednak by utrudnić rozgrywkę i wprowadzić więcej taktyki do tego wyścigu punktów, drużyna przeciwna równolegle może starać się przechwycić i rozszyfrować tajny znak przeciwników. Jeśli gracz drużyny przeciwnej przypuszczający iż druga para posiada kenta, ma prawo wypowiedzieć szybko słowa „STOP Kent!”. Wtedy gra zostaje przerwana, a obie osoby z „podejrzanej” pary zobowiązane są pokazać karty. Jeśli choć jedna z nich była w posiadaniu kenta, para przeciwna otrzymuje 1 pkt oraz jest koniec rundy, a w przypadku nieuzasadnionego użycia słów „STOP Kent!” drużynę obowiązują punkty ujemne i osoby z tej drużyny do której powiedziano „STOP Kent!” wymieniają karty (biorą karty na zmianę ze stosu).

### Modyfikacje
Istnieje wiele typów modyfikacji Kenta, zależnie od chęci osób grających. Oto najpopularniejsze z nich:
- gra wieloosobowa dla 6 lub 8 osób
- punktacja – zamiast punktów ujemnych, punkty przechodzą na przeciwnika oraz dowolne poziomy i sposoby przyznawania punktów
- doublekent – dodatkowe utrudnienie warte podwojoną liczbę punktów; jeżeli obie osoby w drużynie mają kenta, to jedna z nich może wypowiedzieć słowo „doublekent!”, które daje podwojoną liczbę punktów – rozgrywka się wydłuża, gdyż pary najczęściej polują na podwojoną liczbę punktów
- STOP doublekent – działanie podobne do STOP Kenta, dające podwojoną liczbę punktów w przypadku uprzedzenia wypowiedzi „doublekent!” graczy drużyny przeciwnej

Nieco zmodyfikowaną wersją kenta jest gra kuku.